# Stazione di Lanzara-Fimiani
La stazione di Lanzara-Fimiani è una fermata che si trova nel comune di Castel San Giorgio, in provincia di Salerno. È una delle tre stazioni del territorio comunale, insieme a Codola e Castel San Giorgio-Roccapiemonte.
È posta sulla linea Cancello-Avellino.

## Storia
La fermata, in origine denominata "Fimiani", venne attivata nel 1936. Nel 1945 assunse la denominazione di "Lanzara-Fimiani".

## Strutture e impianti
La fermata è dotato di un piccolo fabbricato viaggiatori.

## Movimento
La fermata è servita dai treni della cosiddetta Circumsalernitana, che collega alcuni dei più importanti centri della zona al capoluogo provinciale.
Oltre a questo servizio, vi fermava anche un interregionale da e per Roma.